# Феррейра Алвес, Мойзес
Мойзе́с Феррейра Алвес (порт.-браз. Moysés Ferreira Alves; 2 июня 1930, Витория — 14 августа 1980, Витория), более известный под именем Зезиньо (порт.-браз. Zezinho) — бразильский футболист, нападающий.

## Карьера
Зезиньо начал карьеру в клубе «Витория», оттуда он перешёл в «Рио-Бранко», с которым выиграл титул чемпиона штата Эспириту-Санту. В 1948 году нападающий стал игроком «Ботафого». Он дебютировал в составе команды 11 июля в матче с «Сан-Кристован» и в первый же год выиграл чемпионат штата Рио-де-Жанейро. Он играл за клуб до 1954 года, проведя 174 игры и забив 112 голов. В 1954 году он перешёл во «Фламенго», где дебютировал 7 марта в товарищеской игре с клубом «Комбинадо», в которой забил свой первый гол. Всего в первом сезоне в клубе Зезиньо забил 9 голов в 21 матче. А также провёл единственную игру против «Уберабы» годом позже.
В 1955 году Мойзес перешёл в клуб «Сан-Паулу». В первом же сезоне он забил 18 голов, лишь на три мяча уступив лучшему бомбардиру команды, Жино Орландо. Ну а на следующий год футболист забил 48 мячей, второй результат в истории клуба, после Валдемара де Брито. Из них 18 голов нападающий забил в чемпионате штата, став лучшим бомбардиром турнира. В одной из встреч Мойзес даже забил 4 гола, поразив ворота клуба «XV ноября». В 1957 году Зезиньо перешёл в клуб «Португеза Деспортос», где выступал два года. Затем он стал игроком «Коринтианса». Там он также провёл два сезона, сыграв в 24 матчах и забив 7 голов. Затем игрок ненадолго задержался в «Сантосе» и клубе «Америка» из Сан-Жозе-ду-Риу-Прету. Потом он играл за «Санта-Круз» и завершил карьеру в «Рио-Бранко».

## Международная статистика
| Матчи Зезиньо за сборную Бразилии | Матчи Зезиньо за сборную Бразилии | Матчи Зезиньо за сборную Бразилии | Матчи Зезиньо за сборную Бразилии | Матчи Зезиньо за сборную Бразилии | Матчи Зезиньо за сборную Бразилии | Матчи Зезиньо за сборную Бразилии |
| --------------------------------- | --------------------------------- | --------------------------------- | --------------------------------- | --------------------------------- | --------------------------------- | --------------------------------- |
| №                                 | Дата                              | Место проведения                  | Оппонент                          | Счёт                              | Голы                              | Турнир                            |
| 1                                 | 1 февраля 1956                    | Монтевидео                        | Перу                              | 2:1                               | 1                                 | Чемпионат Южной Америки           |
| 2                                 | 5 февраля 1956                    | Монтевидео                        | Аргентина                         | 1:0                               | —                                 | Чемпионат Южной Америки           |
| 3                                 | 10 февраля 1956                   | Монтевидео                        | Уругвай                           | 0:0                               | —                                 | Чемпионат Южной Америки           |

## Достижения

### Командные
- Чемпион штата Эспириту-Санту: 1947, 1966
- Чемпион штата Рио-де-Жанейро: 1948
- Чемпион штата Сан-Паулу: 1960
- Кубок Чарльза Миллера: 1956
- Торнео Бразилиа: 1958

### Личные
- Лучший бомбардир чемпионата штата Сан-Паулу: 1956 (18 голов)